# Антаплаштакис
Антаплаштакис — село в Литве, входит в состав Куркляйского староства Аникщяйского района. По данным переписи населения 2011 года население Антаплаштакиса составляло 12 человек.

## География
Село расположено в южной части района, недалеко от границы с Укмергским. Находится на северном берегу озера Каралишкю. Расстояние до города Аникщяй составляет 30 км. Ближайший населённый пункт — Ванагай.

## История
В 1923 году в поместье Антаплаштакис было 2 двора. В 1920—1978 годах в селе работала начальная школа Антаплаштакиса.
После Великой Отечественной войны, 1944 по 1962 год село было центром Антаплаштакского района, позднее Сташкунишкинского района. В 1949—1965 годах в селе существовал колхоз «Вперёд». В селе находилась библиотека, с 1961 года — медицинский пункт.

## Население
| 1875                           | 1923 | 1959 | 1970 | 1979 | 1989 | 2001 | 2011 |
| ------------------------------ | ---- | ---- | ---- | ---- | ---- | ---- | ---- |
| 10                             | 17   | 34   | 23   | 9    | 11   | 13   | 12   |
| Гистограмма динамики населения |      |      |      |      |      |      |      |